# Imperial (kortspel)
Imperial, även kallat kejsarpiquet, är ett kortspel för två deltagare. Spelet liknar piquet, men skiljer sig från detta bland annat genom att det spelas med trumf. 
En lek med 32 kort (utan 2:or t.o.m. 6:or) används. Spelarna får i given tolv kort var, och det följande kortet i leken slås upp för att bestämma trumffärg. Spelet går ut på att få poäng dels för vissa kombinationer på handen, dels för vunna stick. Poängräkningen görs företrädesvis med hjälp av marker.